# Camilo Villarreal

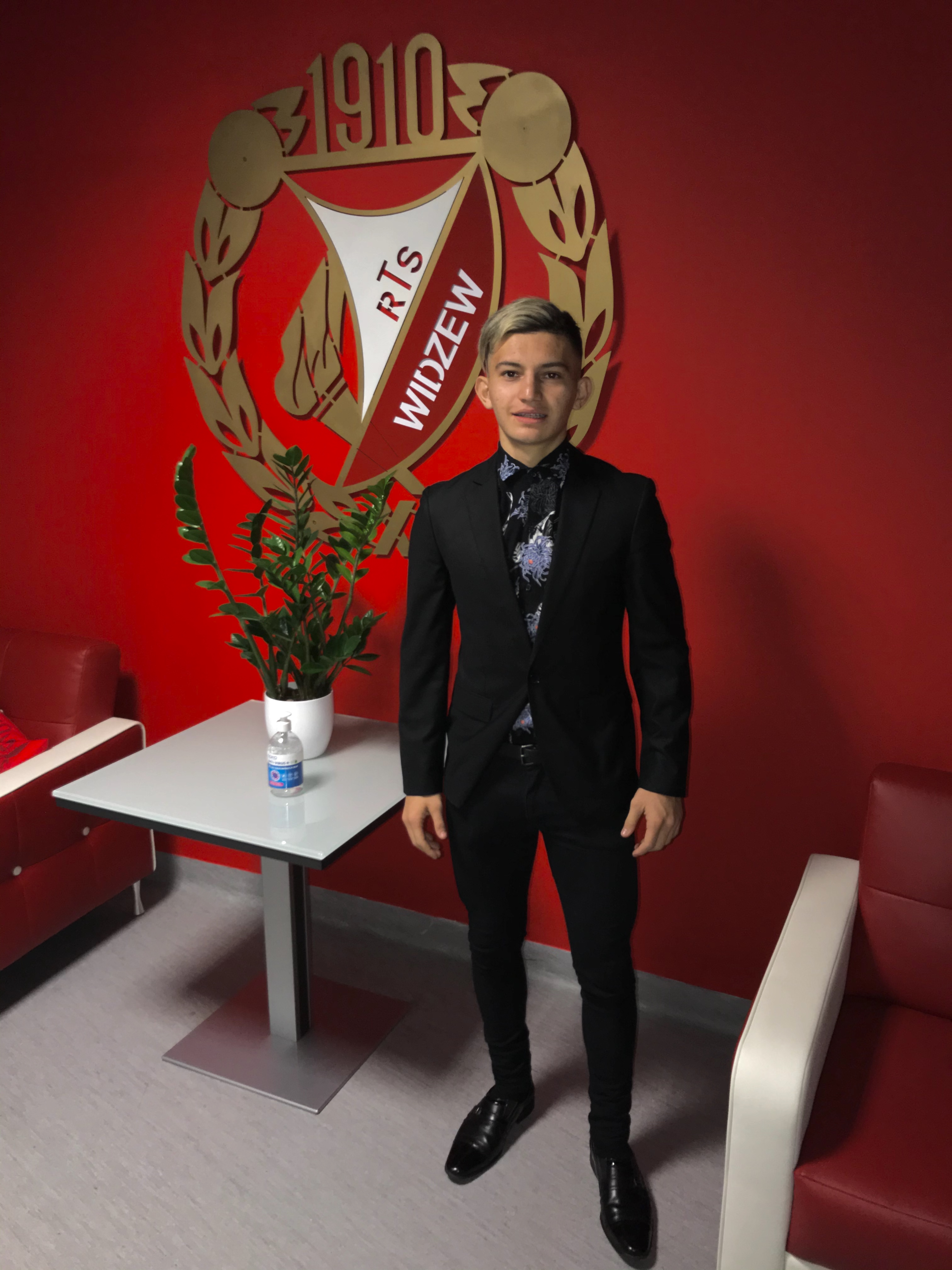
Camilo firma en Widzew Łódź

Camilo José Villarreal (Posadas, Misiones, Argentina; 3 de enero de 2000) es un futbolista argentino, nacionalizado polaco, zurdo, que juega como volante interno/creativo y su equipo actual es el Real Potosí.

## Trayectoria

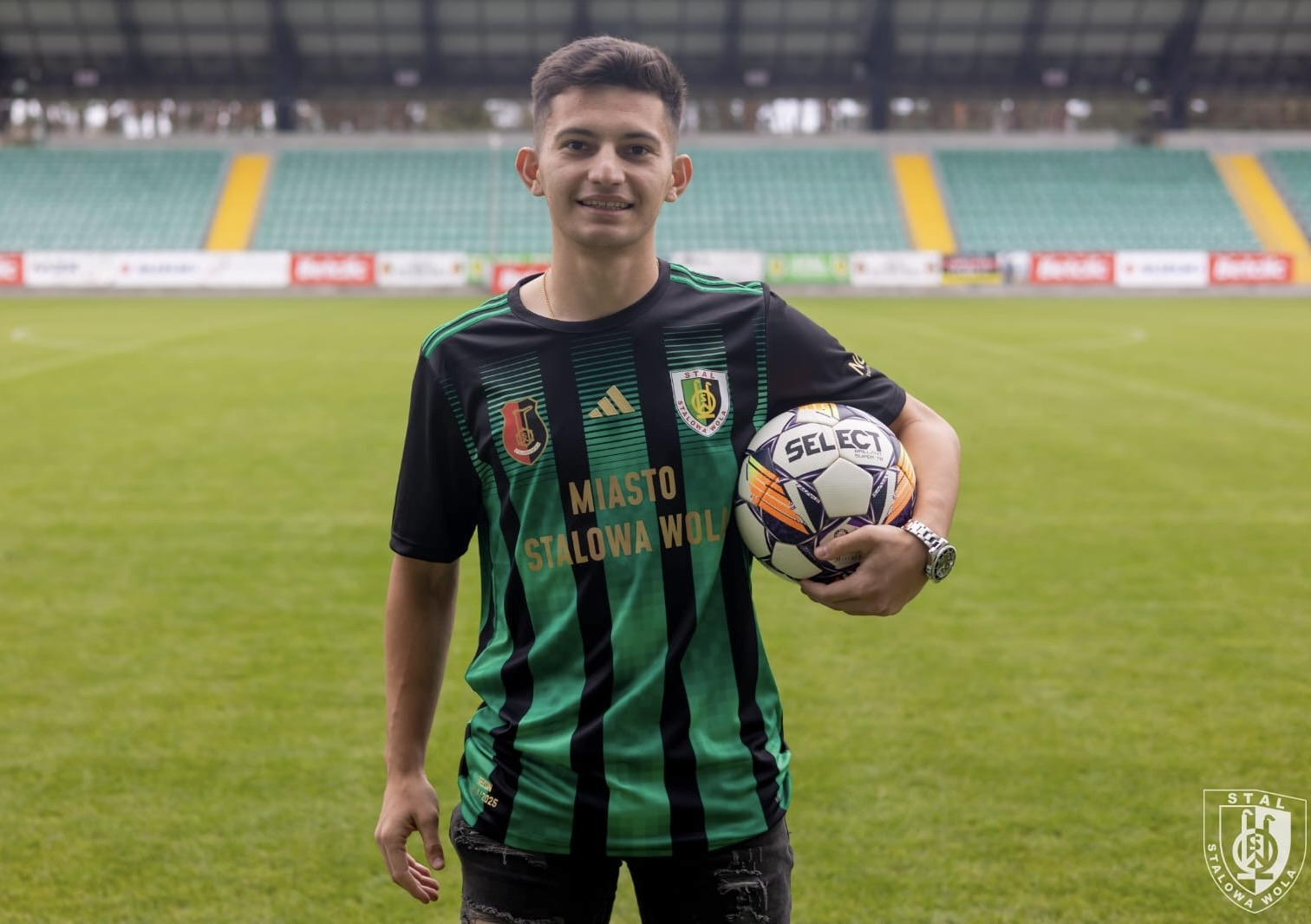
Camilo Villarreal en Stalowa Wola

El futbolista misionero de gran pegada y visión de juego inició su carrera en la tierra  colorada, defendiendo la camiseta de Guarani Antonio Franco y formando parte de las selecciones juveniles de Misiones, hasta que fue descubierto por el coordinador de inferiores Enrique Borreli y lo incorporo a Argentinos Juniors. En 2020 fue seguido de cerca por la selección sub-21 de Polonia y, un año más tarde, obtuvo la nacionalidad polaca. Entre 2021 y finales de 2023 jugó en distintos clubes del país, como Widzew Łódź, con el que se consagró campeón en 2021 tras una campaña en la que sumó 4 goles y 5 asistencias. En la jornada decisiva del título fue figura, aportando 2 goles y 1 asistencia para sellar la consagración, aunque ese mismo año sufrió la rotura de los ligamentos cruzados de la rodilla derecha, que lo mantuvo un tiempo alejado de las canchas. También pasó por Unia Janikowo, GLKS Dobrcz y Starowice. En 2024, se trasladó a jugar en Verdes FC de la primera división de Belice (Centroamérica), con el que obtuvo el subcampeonato en 2024 tras una gran temporada en la que aportó 2 goles y 9 asistencias. En la final estuvo muy cerca de consagrarse, con un tiro libre en tiempo extra que se estrelló en el palo. Ese mismo año también defendió los colores de Stal Stalowa Wola. Ya en 2025 firmo en Grecia y conquistó el campeonato de la Copa Creta con Rethymniakos, antes de continuar su carrera en Bolivia, al fichar por Real Potosí.

## Logros y títulos
- Campeón con Widzew Łódź en 2021.
- Subcampeón de la Liga Premier de Belice con Verdes FC en 2024.
- Campeón en la Copa Creta con Rethymniakos en 2025.